# Giuseppe Toniolo
Giuseppe Toniolo (7. března 1845, Treviso – 7. října 1918, Pisa) byl italský římský katolík, ekonom, sociolog a průkopník křesťanské demokracie, člen organizace Salesiánských spolupracovníků. Katolická církev jej uctívá jako blahoslaveného.

## Život

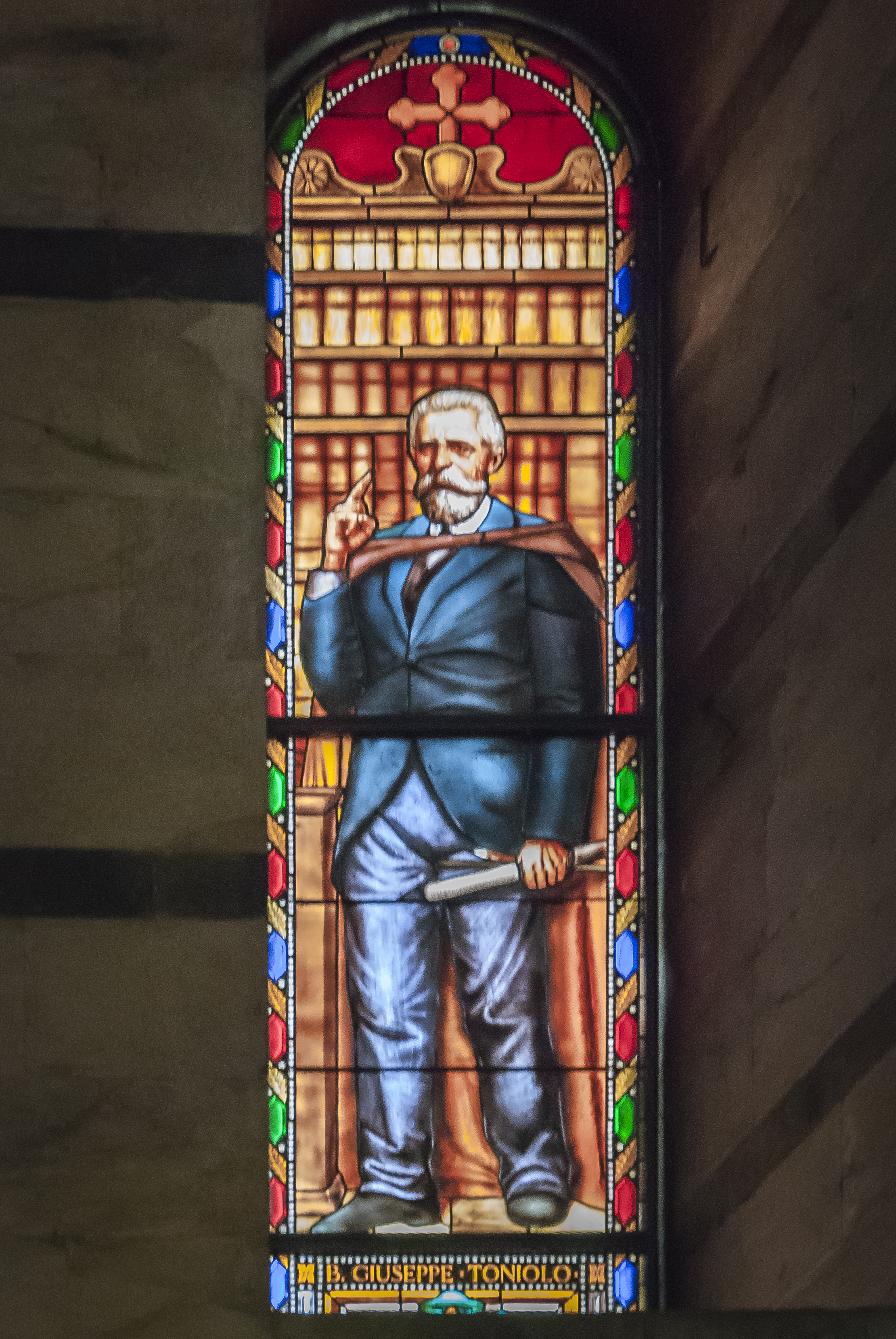
Vitráž s jeho vyobrazením v Pise

Narodil se dne 7. března 1845 v Trevisu jako první ze čtyř dětí Antoniu Toniolovi a Isabelle Alessandrini. V dětství se s rodinou několikrát stěhoval po Benátsku, neboť jeho otec zastával zaměstnání na různých místech. Střední školu navštěvoval v Benátkách, načež studoval jurisprudenci na univerzitě v Padově. Dne 21. června 1867 zde pak promoval. Jeho učiteli byli mimo jiné Fedele Lampertico a Angelo Messedaglia. V té době mu zemřel jeho otec.
Dne 4. září 1878 ráno se oženil s Marii Schiratti, se kterou měl později sedm dětí.
Poté vyučoval ekonomii na své alma mater v Padově a v letech 1874–1878 také vyučoval v Benátkách na Istituto Tecnico di Venezia. Roku 1878 se stal profesorem na univerzitě v Modeně a Reggio Emilia. Od roku 1883 pak vyučoval na univerzitě v Pise, kde působil až do své smrti.
Hájil důležitost náboženských hodnot v politice a ekonomice, přestože se někteří katolíci vyhýbali politice kvůli zednářským a antiklerikálním prvkům, které v ní přetrvávaly a které také pomohly ke sjednocení Itálie v roce 1860. Vyvinul teorie sociálního učení, které tvořily střední cestu mezi laissez-faire ekonomií (návrh Adama Smithe, který obhajoval Camillo Benso, nebo Vilfredo Pareto) a socialismem zaměřeným na stát, který navrhovali a obhajovali následovníci Karla Marxe.
Roku 1889 založil Katolickou unii pro sociální studia. Bojoval za práva a ochranu pracujících a roku 1889 založil odbor pro boj za jejich práva. Pracoval také na omezení pracovního týdne a zároveň se snažil hájit ženy a děti. Jeho myšlenky zvláště ovlivnily papeže Lva XIII. (a jeho encykliku Rerum novarum) a sv. Pia X. Dle jeho myšlenek je ekonomie jedním z Božích plánů a měla by sloužit jako základní služba všem lidem a ne jen několika vybraným. Znal se také s Mons. Georgem Ratzingerem, prastrýcem Benedikta XVI. a byl přítelem dominikánského terciáře bl. Bartola Longa, kardinála bl. Andrea Carla Ferrariho, nebo biskupa Giacoma Radini-Tedeschiho, který chválil jeho myšlenky.
Zemřel dne 7. října 1918 v Pise. Jeho ostatky jsou pohřbeny v kostele Nanebevzetí Panny Marie v Pieve di Soligo. Dne 20. září 2011 byly jeho ostatky exhumovány a 7. října téhož roku uloženy do mramorového sarkofágu v témže kostele.

## Úcta
Jeho beatifikační proces započal dne 7. ledna 1951, čímž obdržel titul služebník Boží. Dne 14. června 1971 jej papež sv. Pavel VI. podepsáním dekretu o jeho hrdinských ctnostech prohlásil za ctihodného. Dne 14. ledna 2011 byl uznán zázrak na jeho přímluvu, potřebný pro jeho blahořečení.
Blahořečen pak byl dne 29. dubna 2012 v bazilice sv. Pavla za hradbami v Římě. Obřadu předsedal jménem papeže Benedikta XVI. kardinál Salvatore De Giorgi za účasti řady biskupů, kněží i laiků.
Jeho památka je připomínána 7. října.